# Tom de Wal
Tom de Wal is een Nederlandse charismatische voorganger en gebedsgenezer. Hij richtte, samen met zijn vrouw Femke de Wal, in 2016 de organisatie Frontrunners Ministries op. Tom de Wal kreeg vooral bekendheid door zijn spectaculaire claims over genezingen: er zouden mensen door zijn gebed zijn genezen van kanker, autisme, onvruchtbaarheid, bezetenheid met demonen, en homoseksualiteit.

## Levensverhaal
Tom de Wal groeide op in een christelijk gezin, maar 2014 was een keerpunt volgens zijn eigen verklaringen. Tom de Wal was toen aanwezig bij een dienst van de Zuid-Afrikaanse evangelist Rodney Howard-Browne. Er werd specifiek voor De Wal gebeden en de voorganger sprak "het vuur van God" over hem uit: "Door jou gaat God een grote opwekking geven onder jongeren in Nederland." Een bekende leerling van De Wal is Jelthe Kloens, die ook zelfstandig gebedsgenezingsdiensten houdt. 

## Persoonlijk
Tom de Wal is getrouwd met Femke de Wal, met wie hij vier kinderen kreeg.

## Kritiek
Tom de Wal kreeg uit diverse hoeken stevige kritiek:
- Hij werd diverse keren beschuldigd van zelfverrijking, o.a. bij de aanschaf van een grote villa en de onduidelijkheid en gebrek aan transparantie over zijn salaris.[3] De Wal zelf verdedigde zijn inkomen als vorm van goddelijke zegen.[4]
- Ook werd De Wal verkwisting verweten toen hij diverse aanhangers gratis auto's gaf.
- Frontrunners Ministries kocht voor 2,2 miljoen zonder hypotheek een kavel in Dussen, zijn geboortedorp, waar een nieuw religieus centrum zou moeten komen. De omwoners kwamen in verzet en de vergunningen werden ingetrokken.[5][6][7]
- Veel mensen genezen niet tijdens de diensten van Frontrunners.[8][9] Er werden Kamervragen gesteld over zijn genezingsclaims, waarop minister Pia Dijkstra aangaf dat ze een "afkeer" voelde van deze diensten en dat er "mensen voor de gek worden gehouden".[10] Ook zijn er klachten binnengekomen bij Inspectie Gezondheidszorg en Jeugd (IGJ), die onderzoek doet naar de praktijken van De Wal.
- De Wal wordt vaak 'welvaartsevangelie' verweten: een theologisch model waarbij je voorspoed zou kunnen afdwingen bij God.[11][12] Ronald Westerbeek zei bijvoorbeeld:Het onderwijs van welvaartspredikers als Tom de Wal (van Frontrunners, red.) klinkt vaak heel bijbels en overtuigend, omdat het doorspekt is met bijbelteksten. Maar het is knip- en plakwerk, teksten worden uit hun context gehaald. Het is flinterdunne theologie die vooral feilloos aansluit bij een materialistische levensstijl. Daarmee is het een bijzonder kwalijke theologie. Als we Jezus navolgen, is dat geen leven van voorspoed en succes, maar van lijden en zelfverloochening en van volharding en hoop. Wie Jezus volgt, neemt zijn kruis op zich.[13]